# Тельхіни
Тельхі́ни (грец. Τελχις або Τελχινες) — в давньогрецькій міфології морські божества чи демони, що часто описувалися як жителі острова Родос. Тельхіни відомі в міфах як майстерні ковалі та чаклуни.

## Образ і заняття
Тельхінів описували як людей з собачими головами, а також з риб'ячими плавцями замість рук. Вони були дітьми Немезиди й Тартара, чи Геї або Таласси й Понта; або з'явилися з крові Урана. На думку Страбона, тельхіни, дактилі, корибанти й кабіри були родичами. Стесіхор називав тельхінами смертоносних духів і затьмарення розуму.
У міфах їхня роль подібна до гекатонхейрів, старших кіклопів, куретів, дактилів і родоських морських демонів. Усіх їх поєднує стосунок до ковальства. Тельхінам приписувалося винайдення обробки металу, іноді створення серпа, яким Кронос кастрував свого батька Урана, а також магічного тризубця для Посейдона. Тельхіни були здатні викликати дощ, сніг і хмари; могли змінювати свій вигляд. Вони знищували все живе на острові Родос, ллючи згубну воду з річки Стікс. Родос на їхню честь називався також «Тельхініс». Тельхіни воювали на боці Діоніса проти індійців. Рея, Аполлон і Зевс були ворожі до тельхінів.
Вакхілід перелічує чотирьох тельхінів: Актея, Мегалесія, Орменоса та Лікоса.
За зловживання магією Зевс скинув тельхінів у море чи в Тартар або вони вимерли після втечі від потопу Девкаліона чи їх винищив Аполлон у подобі вовка. За однією з версій, тельхіни спустошували Родос аби помститися за своє вигнання синами Геліоса, Макареєм і Авгієм.

## Культ тельхінів
Павсаній писав, що в Тевмесі в Беотії було святилище Афіни Тельхінії без будь-якої статуї. Він пов'язував це з тим, що святилище вважалося заснованим тельхінами.

## Трактування образу
Страбон вважав, що тельхіни та їхні родичі — це насправді були розпорядники вакхічних обрядів, які вселяли трепет учасникам, б'ючи в барабани та брязкаючи зброєю в супроводі інших інструментів.
Аполлоній Родоський стверджував, що тельхіни — це реальний народ, який населяв Родос.

## У масовій культурі
Тельхіни — головні антагоністи відеогри Titan Quest (2006), де вони намагаються визволити Тифона, щоб повернути світ під владу титанів.